# 奥平イラ
奥平 イラ（おくだいら イラ、1956年9月7日 - ）は、日本の漫画家、イラストレーター、アートディレクター。
兵庫県出身。株式会社イラテック代表。初期のペンネームは「奥平衣良」と漢字表記。

## 略歴
1970年代、葡萄畑解散後の青木和義らとロック・バンド、メトロポリスを結成。新宿レコードでバイト中、パンク雑誌『ZOO』に作品を発表。
1979年『モダン・ラヴァーズ』を『ガロ』誌上に発表し漫画家としてデビュー。同時期にイラストレーター、ミュージシャンとしても活動を始める。
ライターとしても、雑誌『宝島』、『週刊プレイボーイ』などに音楽評論を中心としたページを持つ。
1980年、漫画単行本『モダン・ラヴァーズ』を出版。渡辺和博、ひさうちみちおらと共に出版記念の原画展を渋谷ナイロン100%において開催。
1982年、2冊目の漫画単行本『地図と記号』を出版。原宿アット・ギャラリーにおいて、ペインティング作品を中心とした初の個展を開催。
1983年9月、株式会社イラテック設立。同年12月、音楽も自ら手掛けたカセットブック『エレファント・マニア』を出版。
1984年、バンド「イラマゴ」を結成し、ビル・ラズウェル プロデュースの『TYOロック』を発表。
1985年、雑誌『宝島』誌上にて、ファッションページ『BAKF』を連載。執筆、編集、アートディレクションを担当。1986年より1988年まで、表紙のアートディレクションも担当。
1990年以降、いち早く主な手法にCGを取り入れ、イラスト、コミックなどを発表し、多数のCDジャケット、雑誌のアートディレクションも手掛ける。
その後、手塚治虫記念館データベースソフトや富士通の『TEO』など、ゲーム、WEB等のデジタルコンテンツのアートディレクションを主に行っている。

## 作品リスト

### 漫画作品集
- モダン・ラヴァーズ（けいせい出版）
- 地図と記号（JICC出版）

### エッセイ集
- イラ麦畑でつかまえて（北宋社）

### カセットブック
- エレファント・マニア（漫画と音楽）（思索社）

## 音楽
- TM NETWORK 『FANKS CRY-MAX』(1987年6月24日)、『Kiss Japan TM NETWORK Tour '87〜'88』コスチュームデザイン（1987年）、『KISS YOU』PVのマシンヘッドのデザイン
- カセットブック『エレファント・マニア』（思索社）
- イラマゴ『TYOロック』（ビル・ラズウェル プロデュース）（ビクター）
- イラマゴ『キンダー・アワー／NEWS PAPER PUSHMAN』（ビクター）

他

### 作詞
- カルメン・マキ『Trick Star』『鍵をかけない』（アルバム「VOICE OF MOSES」）

### LIVE
- DRIVE TO 2000　「TIL」（高橋誠／ギターとのユニット）として参加

他

### 舞台音楽
- 馬場ひかりダンス公演『ゆきてかえらぬ』（俳優座）

## デジタルコンテンツ
- 手塚治虫記念館データベースソフト（アートディレクション）
- 富士通『TEO -もうひとつの地球-』（アートディレクション）
- プレイステーションソフト『とんでもクライシス』（キャラクターデザイン、アートディレクション）
- 手塚治虫オフィシャル・サイト（アートディレクション）

他

## その他
- フルCG絵本『フィンフィンのなみだ』（小学館）（アートディレクション）
- 映画『ブラック・キス』（手塚眞監督）（タイトルアニメーション）
- 童話朗読CD『声ものがたり』シリーズ（カバーイラスト）

他